# ナイオ・マーシュ
ナイオ・マーシュ（Dame Edith Ngaio Marsh、DBE、1895年4月23日 - 1982年2月18日）は、ニュージーランド・クライストチャーチ出身の女性劇作家、推理作家、演出家。

## 来歴
“ナイオ”は、ニュージーランドに産する花木の一種のマオリ語名に由来する。父のエドワードはパン職人。母方の祖父はヨーロッパからニュージーランドへの初期開拓民の一人であった。両親は演劇を通して結婚した演劇一家である。出生日は父親が1900年まで出生届の提出を怠っていたため正確ではない可能性がある。
クライストチャーチ・フェンダルトン地区の家で生まれ10歳まで過ごす。10歳のときに父が建てたカシミア地区の家へ引越しマーシュはこの家で生涯の大半を過ごすことになる。
クライストチャーチの名門私立校セント・マーガレッズ・カレッジを卒業後、ニュージーランド大学カンタベリー・カレッジ美術学院（現在のカンタベリー大学美術学部）へ進学し絵画、演劇、ダンスを学ぶ。美術協会に所属し当初は画家を目指していたが、大学時代に執筆した戯曲「A Terrible Romantic Drama」が劇団主宰者の目に留まり劇団へ参加することになる。マーシュは女優として3年、演出家として4年を劇団で過ごした。室内装飾の事業を手がけるため1928年に渡英しロンドンに拠点を移すが、母親の病気を理由にニュージーランドへ帰国。1932年に母親が死去すると以後17年間に渡り父親の面倒を見ることになる。
ロンドン滞在中の1931年から1932年にかけて執筆した長編推理小説『アレン警部登場』（英題：A Man Lay Dead）を1934年に出版し作家デビュー。アレン警部シリーズは人気をあつめ、以後、1982年まで長編を32編執筆する。1937年に再度渡英し、フランス、ドイツ、ルクセンブルクなどヨーロッパ各地を旅行。渡英中に第6作となる長編小説「Artists in Crime」を執筆。ヨーロッパ滞在中には旅行記を執筆している。
1962年にカンタベリー大学名誉文学博士号を授与され、1967年に大英帝国勲章（DBE）を授与されデーム（Dame）の称号を得る。1978年にはアメリカ探偵作家クラブ巨匠賞を受賞した。
作家業以上に演劇に力を注ぎ、ラジオ・テレビ向け脚本の執筆、ミュージカルの脚本・演出を手がけ、戯曲を7本執筆した。1942年には『ハムレット』の現代劇をカンタベリー大学ドラマ協会で演出。マーシュが28作品で演出を手がけた1942年から1969年の間はカンタベリー大学ドラマ協会黄金期と称されている。カンタベリー大学ドラマ協会は1945年に国内公演ツアー、1949年にオーストラリア公演を行っている。1944年から1952年までD.D オコナー劇団マネージメントで演出を担当。1949年に3度目の渡英をし英国連邦劇団を設立。1967年にカンタベリー大学はマーシュの功績を称え学生会館内に「ナイオ・マーシュ劇場」を開館した。こけら落しはシェイクスピアの『十二夜』でマーシュが自ら演出を担当した。1972年にはクライストチャーチ・タウンホール内ジェームズ・ヘイ劇場で『ヘンリー五世』の演出を担当をした。
32冊目の推理小説『Light Thickns』の執筆を終えた一週間後にクライストチャーチの自宅で死去。
私生活では生涯独身を通し、カシミヤ地区の家に77年間住み続けた。マーシュの家は現存しており博物館として一般公開されている（拝観は有料制の予約制）。
マーシュの著作に関する資料はニュージーランド国立図書館内アレキサンダー・ターンブル図書館、クライストチャーチ市立図書館、カンタベリー大学マクミラン・ブラウン図書館に保管されている。

## 作品

### 長編
- A Man Lay Dead（1934年）（日本語題：アレン警部登場）
- Enter a Murderer （1935年）（日本語題：殺人鬼登場）
- The Nursing Home Murder（1935年）（日本語題：病院殺人事件）
- Death in Ecstasy（1936年）
- Vintage Murder（1937年）（日本語題：ヴィンテージ・マーダー）
- Artists in Crime（1938年）
- Death in a White Tie（1938年）
- Overture to Death（1939年）（日本語題：死の序曲）
- Death at the Bar（1940年）
- Surfeit of Lampreys （1941年）（日本語題：ランプリイ家の殺人）
- Death and the Dancing Footman（1942年）
- Colour Scheme（1943年）
- Died in the Wool（1945年）
- Final Curtain（1947年）（日本語題：幕が下りて）
- Swing Brother Swing（1949年）（日本語題：楽員に弔花を）
- Opening Night（1951年）（日本語題：ヴァルカン劇場の夜）
- Spinsters in Jeopardy（1954年）
- Scales of Justice（1955年）（日本語題：裁きの鱗  　別訳：オールド・アンの囁き）
- Off With His Head（1957年）（日本語題：道化の死）
- Singing in the Shrouds（1959年）
- False Scent（1960年）
- Hand in Glove（1962年）
- Dead Water（1964年）
- Death at the Dolphin（1967年）
- Clutch of Constables（1968年）（日本語題：恐怖の風景画）
- When in Rome（1970年）
- Tied Up un Tinsel（1972年）
- Black As He's Painted（1974年）
- Last Ditch（1977年）
- Glove Mistale（1978年）
- Photo Finish（1980年）
- Light Thickens（1982年）（日本語題：闇が迫る　マクベス殺人事件）

### 短編集
- The Collected Short Fiction of Ngaio Marsh（1989年）

### 短編

#### アレン警部シリーズ
- Death on the Air（1936年）（日本語題：ラジオは知っていた）
- I Can Find My Way Out（1946年）（日本語題：出口はわかっている）
- Chapter and Verse:The Little Copplestone Mystery（1974年） （日本語題：章と節）

#### その他
- Moonshine（1936年）
- The Hand in the Sand（1953年）（日本語題：砂浜の手首）
- My Poor Boy（1959年）
- The Cupid Mirror（1972年）（日本語題：キューピッドの鏡）
- A Fool about Money（1973年）
- Evil Liver（1975年）
- Morepork（1979年）（日本語題：ホッホウ）

### 戯曲
- The Christmas Tree（1962年）
- Little Housebound（1922年、未出版）
- Exit Sir Derek（1935年、未出版、共同執筆）
- Surfeit of Lampreys（1950年、未出版、共同執筆）
- The Wyvern and Unicorn（1950年、未出版）
- False Scent（1961年、未出版、共同執筆）
- Sweet Mr. Shakespeare（1976年、未出版、共同執筆）